# Hunga lifouana
Hunga lifouana är en tvåhjärtbladig växtart som först beskrevs av Albert Ulrich Däniker, och fick sitt nu gällande namn av Ghillean `Iain' Tolmie Prance. Hunga lifouana ingår i släktet Hunga och familjen Chrysobalanaceae. Inga underarter finns listade i Catalogue of Life.